# Comté (domaine)
Pour les articles homonymes, voir Comté.
Un comté désigne un domaine féodal au Moyen Âge sous la monarchie, dont le possesseur a le titre de noblesse aristocratique de comte. 

## Présentation

### Circonscription féodale administrative
Les comtés ont existé dans la plupart des pays de la chrétienté, c'est un cadre territorial dans lequel un comte est chargé par le souverain d'exercer son autorité. Selon la langue, ils portent différentes appellations.
À l'époque carolingienne, les charges publiques associée à la fonction comtale sont qualifiées d'honor. Sous Charles le Chauve, au IXe siècle, le Capitulaire de Coulaines est un contrat promulgué par l’empereur. Ce document indique, que les honores, les fonctions publiques, sont inaliénables : une personne nommé comte ne peut être destituée sauf en cas de faute lourde.

### Hiérarchie
Le Comte est le vassal direct d'un duc, d'un prince, d'un roi ou d'un empereur. Il peut aussi être le vassal direct d'un autre comte comme les comtes de Foix qui furent (selon les époques) les vassaux des comtes de Toulouse. Ou encore les comtes de Vendôme qui furent à différentes périodes les vassaux des comtes d'Anjou.

### Titre de noblesse lié à une seigneurie
Le comté est une seigneurie, une terre titrée, qui confère à son possesseur le titre de comte, dans la noblesse.